# 电化学原子力显微镜
电化学原子力显微镜（ECAFM）是将接触式的原子力显微镜用于电解质溶液研究电极的表面形貌，其力的作用原理与大气中的AFM相同。